# Percepción de riesgo

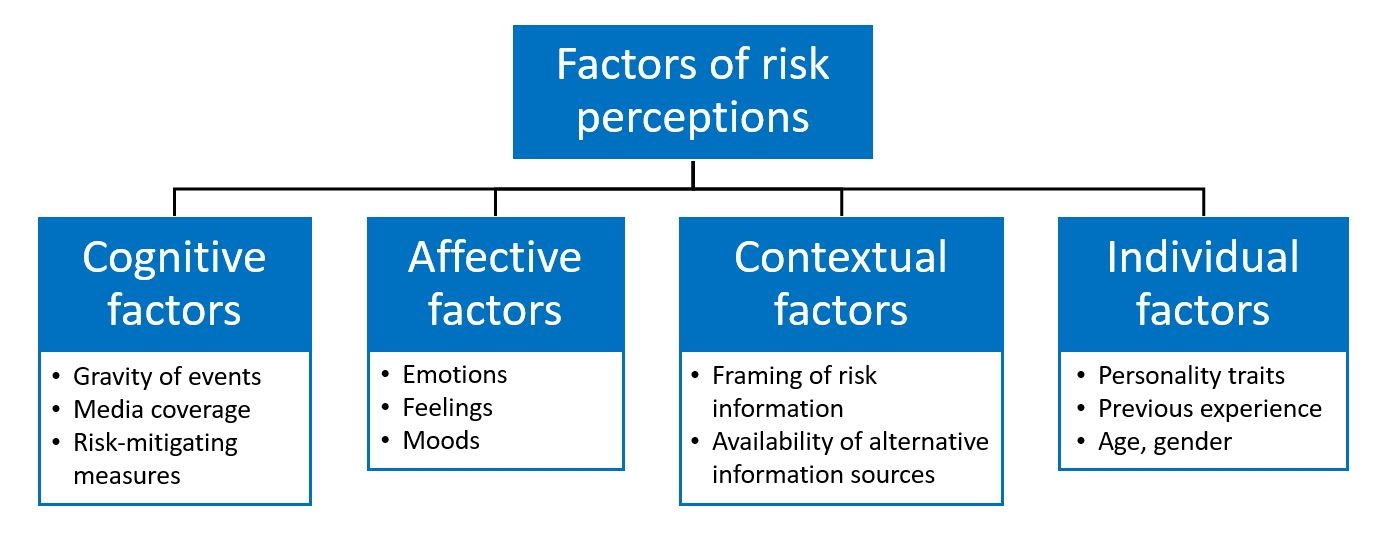
Factores de la percepción de riesgo

La percepción de riesgo es el juicio subjetivo que las personas hacen sobre las características y la gravedad de un riesgo.    Las percepciones de riesgo a menudo difieren de las evaluaciones estadísticas del mismo, ya que se ven afectadas por una amplia gama de factores afectivos (emociones, sentimientos, estados de ánimo, etc.), cognitivos (gravedad de los acontecimientos, cobertura de los medios, medidas de mitigación de riesgos, etc.), contextuales (encuadre de la información sobre el riesgo, disponibilidad de fuentes de información alternativas, etc.) e individuales (rasgos de personalidad, experiencia previa, edad, etc.).  Se han propuesto varias teorías para explicar por qué diferentes personas hacen diferentes estimaciones de la peligrosidad de los riesgos.   Se han desarrollado tres grandes familias de teorías: enfoques psicológicos (heurísticos y cognitivos), enfoques antropológicos/sociológicos (teoría cultural) y enfoques interdisciplinarios (marco de amplificación social del riesgo).

## Teorías tempranas
El estudio de la percepción de riesgo surgió de la observación de que los expertos y los legos a menudo estaban en desacuerdo sobre cuán riesgosas eran las distintas tecnologías y los peligros naturales.
A mediados de la década de 1960 se produjo el rápido ascenso de las tecnologías nucleares y la promesa de una energía limpia y segura. Sin embargo, la percepción pública cambió en contra de esta nueva tecnología. Los temores a los peligros longitudinales para el medio ambiente y a los desastres inmediatos que crearían residuos radiactivos hicieron que el público se opusiera a esta nueva tecnología. Las comunidades científicas y gubernamentales se preguntaron por qué la percepción pública estaba en contra del uso de la energía nuclear cuando todos los expertos científicos declaraban lo realmente segura que era. El problema, tal como lo percibían los no expertos, era una diferencia entre los hechos científicos y una percepción pública exagerada de los peligros. 
Un artículo clave al respecto fue escrito en 1969 por Chauncey Starr.  Starr utilizó un enfoque de preferencia revelada para descubrir qué riesgos son considerados aceptables por la sociedad. Él asumió que la sociedad había alcanzado el equilibrio en su juicio de riesgos, por lo que cualquier nivel de riesgo realmente existente en la sociedad era aceptable. Su principal descubrimiento fue que las personas aceptarán riesgos 1.000 veces mayores si son voluntarios (por ejemplo, conducir un coche) que si son involuntarios (por ejemplo, un desastre nuclear).
Este enfoque inicial suponía que los individuos se comportan racionalmente sopesando la información antes de tomar una decisión y que tienen temores exagerados debido a información inadecuada o incorrecta. Esta suposición implica que información adicional puede ayudar a las personas a comprender el riesgo real y, por lo tanto, reducir su opinión sobre el peligro.  Si bien los investigadores de las escuelas de ingeniería realizaron investigaciones pioneras en la percepción de riesgo, al adaptar teorías de la economía, esto tiene poca utilidad en un entorno práctico. Numerosos estudios han rechazado la creencia de que la información adicional por sí sola cambiará las percepciones. 

## Enfoque psicológico
El enfoque psicológico comenzó con investigaciones para intentar comprender cómo las personas procesan la información. Estos primeros trabajos sostenían que las personas utilizan heurísticas cognitivas para ordenar y simplificar la información, lo que genera sesgos en la comprensión. Los trabajos posteriores se basaron en esta base y se convirtieron en el paradigma psicométrico. Este enfoque identifica numerosos factores responsables de influir en las percepciones individuales del riesgo, incluidos el miedo, la novedad, el estigma y otros factores. 
Las investigaciones también muestran que las percepciones del riesgo están influenciadas por el estado emocional del perceptor.  La teoría de la valencia de la percepción de riesgo sólo diferencia entre emociones positivas, como la felicidad y el optimismo, y negativas, como el miedo y la ira. Según la teoría de la valencia, las emociones positivas conducen a percepciones optimistas del riesgo, mientras que las emociones negativas influyen en una visión más pesimista del riesgo. 
Las investigaciones también han descubierto que, mientras que el riesgo y el beneficio tienden a estar correlacionados positivamente en las actividades peligrosas del mundo, están correlacionados negativamente en las mentes y los juicios de las personas. 

### Heurísticas y sesgos
Las primeras investigaciones psicométricas fueron realizadas por los psicólogos Daniel Kahneman y Amos Tversky, quienes realizaron una serie de experimentos de juego para ver cómo las personas evaluaban las probabilidades. Su principal descubrimiento fue que las personas utilizan una serie de heurísticas para evaluar la información. Estas heurísticas suelen ser atajos útiles para pensar, pero pueden llevar a juicios inexactos en algunas situaciones, en cuyo caso se convierten en sesgos cognitivos.
- Representatividad: se emplea generalmente cuando se pide a las personas que juzguen la probabilidad de que un objeto o evento pertenezca a una clase/proceso por su similitud:
  - insensibilidad a la probabilidad previa
  - insensibilidad al tamaño de la muestra
  - Concepción errónea del azar
  - insensibilidad a la previsibilidad
  - ilusión de validez
  - concepto erróneo de regresión
- Heurística de disponibilidad : los eventos que se pueden recordar o imaginar más fácilmente se consideran más probables que los eventos que no se pueden imaginar fácilmente:
  - sesgos debidos a la recuperabilidad de instancias
  - sesgos debidos a la eficacia del conjunto de investigaciones
  - sesgos de imaginabilidad
  - correlación ilusoria
- Heurística de anclaje y ajuste: las personas a menudo comienzan con una pieza de información conocida y luego la ajustan para crear una estimación de un riesgo desconocido, pero el ajuste generalmente no será lo suficientemente grande:
  - ajuste insuficiente
  - Sesgos en la evaluación de eventos conjuntivos y disyuntivos (falacia de conjunción)
  - Anclaje en la evaluación de distribuciones de probabilidad subjetivas
- Asimetría entre ganancias y pérdidas: las personas son reacias al riesgo con respecto a las ganancias, prefiriendo algo seguro a una apuesta con una utilidad esperada mayor pero que presenta la posibilidad de no obtener nada. Por otro lado, la gente buscará riesgos en relación con las pérdidas y preferirá tener la esperanza de no perder nada en lugar de asumir una pérdida segura, pero menor (por ejemplo, un seguro).
- Efectos de umbral: las personas prefieren pasar de la incertidumbre a la certeza antes que lograr una ganancia similar en certeza que no conduzca a una certeza total. Por ejemplo, la mayoría de las personas elegirían una vacuna que reduzca la incidencia de la enfermedad A del 10% al 0% en lugar de una que reduzca la incidencia de la enfermedad B del 20% al 10%.

Otro hallazgo clave fue que los expertos no son necesariamente mejores que los legos en estimar probabilidades. Los expertos a menudo confiaban demasiado en la exactitud de sus estimaciones y daban demasiada importancia a muestras pequeñas de datos. 

### Psicología cognitiva
La mayoría de la población expresa una mayor preocupación por los problemas que parecen tener un efecto inmediato en la vida cotidiana, como los desechos peligrosos o el uso de pesticidas, que por los problemas a largo plazo que pueden afectar a las generaciones futuras, como el cambio climático o el crecimiento demográfico.  La gente depende en gran medida de la comunidad científica para evaluar la amenaza de los problemas ambientales porque generalmente no experimentan directamente los efectos de fenómenos como el cambio climático. La exposición que la mayoría de las personas han tenido al cambio climático ha sido impersonal; la mayoría de las personas sólo tienen experiencia virtual a través de documentales y medios de comunicación en lo que puede parecer un área “remota” del mundo.  Sin embargo, sumado a la actitud expectante de la población, la gente no entiende la importancia de cambiar los comportamientos ambientalmente destructivos, aun cuando los expertos ofrecen información detallada y clara sobre los riesgos causados por el cambio climático. 

### Paradigma psicométrico
La investigación dentro del paradigma psicométrico se centró en el papel del afecto, la emoción y el estigma en la percepción de riesgo. Melissa Finucane y Paul Slovic han estado entre los investigadores clave aquí. Estos investigadores primero desafiaron el artículo de Starr examinando la preferencia expresada: cuánto riesgo dicen las personas que están dispuestas a aceptar. Descubrieron que, contrariamente a la suposición básica de Starr, la gente en general consideraba que la mayoría de los riesgos de la sociedad eran inaceptablemente altos. También descubrieron que la brecha entre los riesgos voluntarios e involuntarios no era tan grande como afirmaba Starr.
Slovic y su equipo descubrieron que el riesgo percibido es cuantificable y predecible. La gente tiende a considerar que los niveles de riesgo actuales son inaceptablemente altos para la mayoría de las actividades.  En igualdad de condiciones, cuanto mayor sea la percepción de beneficio por parte de las personas, mayor será la tolerancia al riesgo.  Si una persona obtenía placer al usar un producto, la gente tendía a juzgar sus beneficios como altos y sus riesgos como bajos. Si la actividad no gustaba, los juicios eran opuestos.  Las investigaciones en psicometría han demostrado que la percepción de riesgo depende en gran medida de la intuición, el pensamiento experiencial y las emociones.
La investigación psicométrica identificó un amplio dominio de características que pueden condensarse en tres factores de orden superior: 1) el grado en que se comprende un riesgo, 2) el grado en que evoca un sentimiento de pavor y 3) el número de personas expuestas al riesgo. Un riesgo terrible provoca sentimientos viscerales de terror, de incontrol, de catástrofe, de desigualdad y de descontrol. Un riesgo desconocido es nuevo y desconocido para la ciencia. Cuanto más teme una persona a una actividad, mayor es el riesgo que percibe y más desea que se reduzca ese riesgo. 

## Enfoque antropológico/sociológico
El enfoque antropológico/sociológico postula que las percepciones del riesgo son producidas por instituciones sociales y que las respaldan.  Desde esta perspectiva, las percepciones se construyen socialmente mediante instituciones, valores culturales y formas de vida.

### Teoría cultural
Una línea de la Teoría Cultural del Riesgo se basa en el trabajo de la antropóloga Mary Douglas y el politólogo Aaron Wildavsky publicado por primera vez en 1982.  En la teoría cultural, Douglas y Wildavsky describen cuatro “formas de vida” en una disposición de cuadrícula/grupo. Cada forma de vida corresponde a una estructura social específica y a una visión particular del riesgo. La cuadrícula categoriza el grado en el que las personas están limitadas y circunscritas en su rol social. La mayor vinculación de las restricciones sociales limita la negociación individual. Grupo se refiere al grado en que los individuos están unidos por sentimientos de pertenencia o solidaridad. Cuanto mayores sean los vínculos, menos sujetas estarán las opciones individuales al control personal.  Las cuatro formas de vida son: jerárquica, individualista, igualitaria y fatalista.
Los investigadores de la percepción de riesgo no han aceptado ampliamente esta versión de la teoría cultural. Incluso Douglas dice que la teoría es controvertida; plantea el peligro de alejarse del paradigma favorito de la elección racional individual con el que muchos investigadores se sienten cómodos. 
Por otro lado, los escritores que se basan en una perspectiva de teoría cultural más amplia han argumentado que el análisis de la percepción del riesgo ayuda a entender la respuesta pública al terrorismo de un modo que va mucho más allá de la "elección racional". Como escriben John Handmer y Paul James :

En el área del riesgo incorporado, las personas no tienen tanto miedo de sí mismas como tal vez deberían tener en cuestiones como el consumo de drogas ilegales, el sexo inseguro, etc. Sin embargo, al combinar el riesgo más abstracto con el más incorporado, este paquete parece haber cumplido su objetivo de generar apoyo para la política gubernamental. El miedo a los "extraños" y a una amenaza no específica, invisible e incontrolable fue un poderoso motivador en la configuración de la percepción.

### Encuesta nacional de cultura y riesgo
La Primera Encuesta Nacional de Cultura y Riesgo sobre cognición cultural encontró que la visión de mundo de una persona sobre las dos dimensiones sociales y culturales de "jerarquía-igualitarismo" e "individualismo-solidarismo" era predictiva de su respuesta al riesgo. 

## Enfoque interdisciplinario

### Marco de amplificación social del riesgo
El Marco de Amplificación Social del Riesgo (SARF) combina investigaciones en psicología, sociología, antropología y teoría de las comunicaciones. SARF describe cómo las comunicaciones de eventos de riesgo pasan del remitente a través de estaciones intermedias a un receptor y en el proceso sirven para amplificar o atenuar las percepciones de riesgo. Todos los eslabones de la cadena de comunicación, individuos, grupos, medios de comunicación, etc., contienen filtros a través de los cuales se clasifica y comprende la información.
El marco intenta explicar el proceso mediante el cual los riesgos se amplifican, recibiendo atención pública, o se atenúan, recibiendo menos atención pública. El marco se puede utilizar para comparar respuestas de diferentes grupos en un solo evento o analizar el mismo problema de riesgo en múltiples eventos. En un solo evento de riesgo, algunos grupos pueden amplificar su percepción de los riesgos mientras que otros grupos pueden atenuar o disminuir sus percepciones del riesgo.
La tesis principal del SARF establece que los eventos de riesgo interactúan con factores psicológicos, sociales y culturales individuales de maneras que aumentan o disminuyen las percepciones públicas del riesgo. Las conductas de individuos y grupos generan entonces impactos sociales o económicos secundarios, a la vez que aumentan o disminuyen el riesgo físico en sí. 
Estos efectos dominó causados por la amplificación del riesgo incluyen percepciones mentales duraderas, impactos en las ventas comerciales, cambios en los valores de las propiedades residenciales, cambios en la capacitación y la educación, o desorden social. Estos cambios secundarios son percibidos y reaccionados por individuos y grupos, lo que resulta en impactos de tercer orden. A medida que se reacciona a cada impacto de orden superior, es posible que se extienda a otras partes y ubicaciones. Los análisis de riesgos tradicionales no toman en cuenta estos efectos dominó y, por lo tanto, subestiman en gran medida los efectos adversos de ciertos eventos de riesgo. La distorsión pública de las señales de riesgo proporciona un mecanismo correctivo mediante el cual la sociedad evalúa de manera más completa el riesgo y sus impactos en aspectos que tradicionalmente no se tienen en cuenta en un análisis de riesgo. 